# 二零一二
二零一二（英語：Twenty Twelve）是一部英国广播公司制作的伪纪录片式情景喜剧，由约翰·莫顿 (John Morton)兼任編劇和導演，并在倫敦奧運開幕會倒計時500天時開始於英國廣播公司第四台首播。本劇惡搞倫敦對2012年夏季奥林匹克运动会的組織。
媒体对《二零一二》的評論主要為正面。從2012年3月30日節目開始播出了第二季，第二季的最後三集將從2012年7月10日開始播出到奧運會開幕前。

## 外部連結
- 在BBC Programmes了解《Twenty Twelve》（英文）

- 英国喜剧向导网站上的《Twenty Twelve》（英文）
- 互联网电影数据库（IMDb）上《Twenty Twelve》的资料（英文）